# Лудвиг Филип (Пфалц-Зимерн)
Лудвиг Филип (на немски: Ludwig Philipp; * 23 ноември 1602, Хайделберг; † 8 януари 1655, Кросен, Полша) от род Вителсбахи, е пфалцграф на Зимерн-Кайзерслаутерн в Пфалц (1610 – 1655). Той е брат на бохемския „зимен крал“ Фридрих V.

## Живот
Той е най-малкият син на Фридрих IV, пфалцграф и курфюрст на Пфалц през 1583 – 1610, и принцеса Луиза Юлиана фон Орания-Насау (1576 – 1644), дъщеря на принц Вилхелм I Орански от Орания-Насау и третата му съпруга Шарлота дьо Бурбон-Монпенсие.
След смъртта на баща му Лудвиг получава части от Графство Спонхайм и Княжество Зимерн, което губи през 1653 г. Той последва големия си брат Фридрих V Пфалцки (1596 – 1632) в Бохемия и получава за кратко до битката при Бялата планина княжеското епископство Бреслау. Неговите територии са окупирани от испанците.
През 1631 г. той се жени за принцеса Мария Елеонора фон Бранденбург (1607 – 1675), дъщеря на курфюрст Йоахим Фридрих (1546 – 1608) от Бранденбург, от втория му брак с Елеонора от Прусия (1583 – 1607), дъщеря на херцог Албрехт Фридрих от династията Хоенцолерн и Мария Елеонора фон Юлих-Клеве-Берг (1550 – 1608), внучка на император Фердинанд I.
След смъртта на брат му Фридрих V Пфалцки, крал на Бохемия, през 1632 г. той поема регентството за малолетния му племенник Карл I Лудвиг, курфюрст в Пфалц.
През Тридесетгодишната война шведите му връщат Зимерн и той става шведски администратор на Курпфалц до 1634 г. След това той се оттегля във Франкентал в Пфалц и в Седан, Франция. Едва чрез Вестфалския мирен договор през 1648 г. Лудвиг Филип е поставен отново в неговата страна.
Лудвиг Филип е приет през 1624 г. като „Опасният“ в литературното общество „Fruchtbringende Gesellschaft“. След връщането му през 1646 г. в неговия резиденция град Кайзерслаутерн, той приема 14 членове в това общество.

## Деца
Лудвиг Филип и Мария Елеонора имат седем деца, от които две порастват:
- Карл Фридрих (1633 – 1635)
- Густав Лудвиг (1634 – 1635)
- Карл Филип (1635 – 1636)
- Лудвиг Казимир (1636 – 1652)
- Елизабет Мария Шарлота (1638 – 1664)

∞ 1660 херцог Георг III от Лигница (1611 – 1664)
- Лудвиг Хайнрих Мориц (1640 – 1674), пфалцграф на Зимерн

∞ 1666 принцеса Мария от Орания-Насау (1642 – 1688), дъщеря на Фредерик Хендрик Орански
- Луиза София Елеонора (1642 – 1643)